# Matej Ninoslav

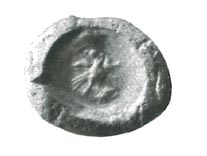
Siegel von Matej Ninoslav, 1240

Matej Ninoslav (* in Bosnien; † 1250) war der Banus von Bosnien von 1232 bis 1250. Er war auch Prinz von Split während des dortigen Bürgerkrieges im Zeitraum von 1242 bis 1244. Ninoslav übernahm nach dem Abzug der Ungarn die meiste Macht über Bosnien, er verteidigte auch die einheimische Bevölkerung, welche größtenteils Anhänger der bosnischen Kirche waren, während des Kreuzzugs gegen Bosnien. Sein Nachfolger war sein Cousin, Prijezda I. Kotromanić.